# Apionichthys finis
Apionichthys finis är en fiskart som först beskrevs av Eigenmann 1912.  Apionichthys finis ingår i släktet Apionichthys och familjen Achiridae. Inga underarter finns listade i Catalogue of Life.